# ری تکیه
ری تکیه (به انگلیسی: Ray Takeyh)، دانش‌پژوه روابط ایران و آمریکا، مقام سابق امور خارجه ایالات متحده و محقق ارشد شورای روابط خارجی است. همچنین استاد کمکی در دانشگاه جرج‌تاون است.

## زندگانی
ری تکیه در تهران در خانواده‌ای آشوری‌تبار به دنیا آمد. در سال ۱۹۹۷ از دانشگاه آکسفورد دکترایش را گرفت. پیش از پیوستن به شورا، در سازمان مطالعات امنیتی جهانی دانشگاه ییل و انجمن سیاست خاور نزدیک واشینگتن مدعو بود و استاد کالج جنگ و استاد و مدیر انجمن مطالعات خاور نزدیک و جنوب مرکزی آسیا در دانشگاه دفاع ملی بود.

## مقالات
او برای نشریه‌هایی چون فارین‌ پالیسی، واشینگتن پست و شورای روابط خارجی (cfr) مقاله می‌نویسد.

### روحانیت و دموکراسی
از جمله نوشته‌های او، مقاله «روحانیون مسئول شکست دموکراسی‌خواهی ایران» (به انگلیسی: Clerics responsible for Iran's failed attempts at democracy) است که به فرافکنی آخوندها در پذیرفتن خیانتشان در کودتای ۲۸ مرداد و مقصر جلوه دادن آمریکا و بریتانیا تأکید کرده‌است. در پایان مقاله، او می‌گوید که مقصران اصلی کودتای ۲۸ مرداد، همان‌هایی هستند که با کودتای تابستان ۲۰۰۹ (انتخابات ریاست جمهوری ۱۳۸۸)، مانع دموکراسی‌خواهی در ایران شدند.

## آثار
- Ray Takeyh, Guardians of the Revolution: Iran and the World in the Age of the Ayatollahs (Oxford University Press, 2009). ISBN 978-0-19-532784-7
- Ray Takeyh, Hidden Iran: Paradox and Power in the Islamic Republic (Times Books/Henry Holt, 2006). ISBN 0-8050-7976-9
- Ray Takeyh, Nikolas Gvosdev, The Receding Shadow of the Prophet: The Rise and Fall of Radical Political Islam (Praeger Publishers, 2004). ISBN 0-275-97628-9
- Ray Takeyh, The Origins of the Eisenhower Doctrine: The United States, Britain and Nasser's Egypt, 1953–1957 (Macmillan Press, 2000)